# 平和の壁

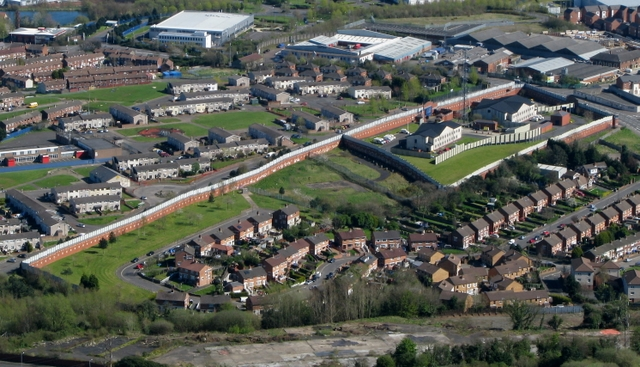
ベルファストのスプリングマーティン・ロードに横たわる、高さ18 ft の平和の壁。端には要塞化された警察署が見える。

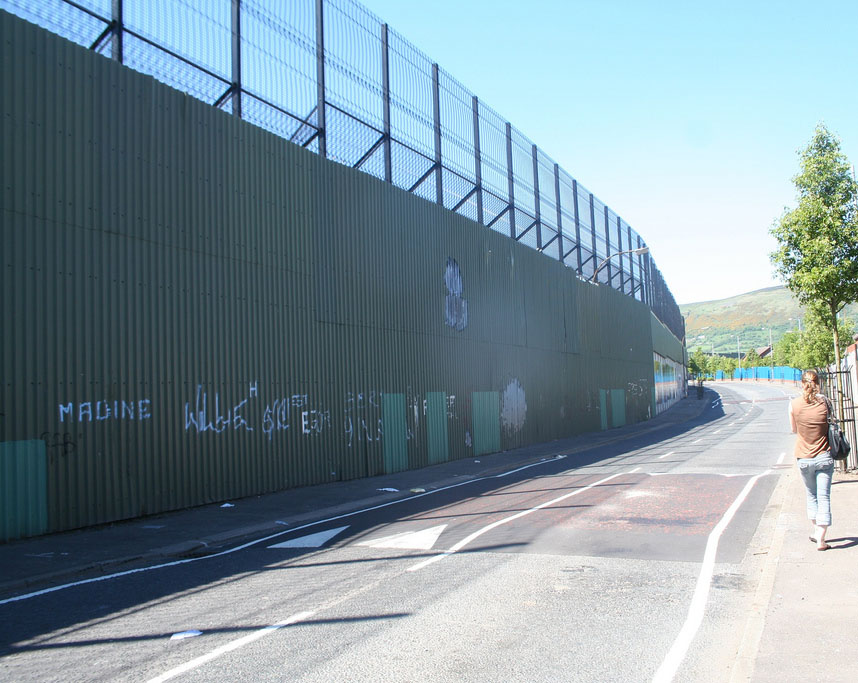
ベルファストのクーパー・ウェイに沿って走る平和の壁。プロテスタントが多数を占める側からの写真

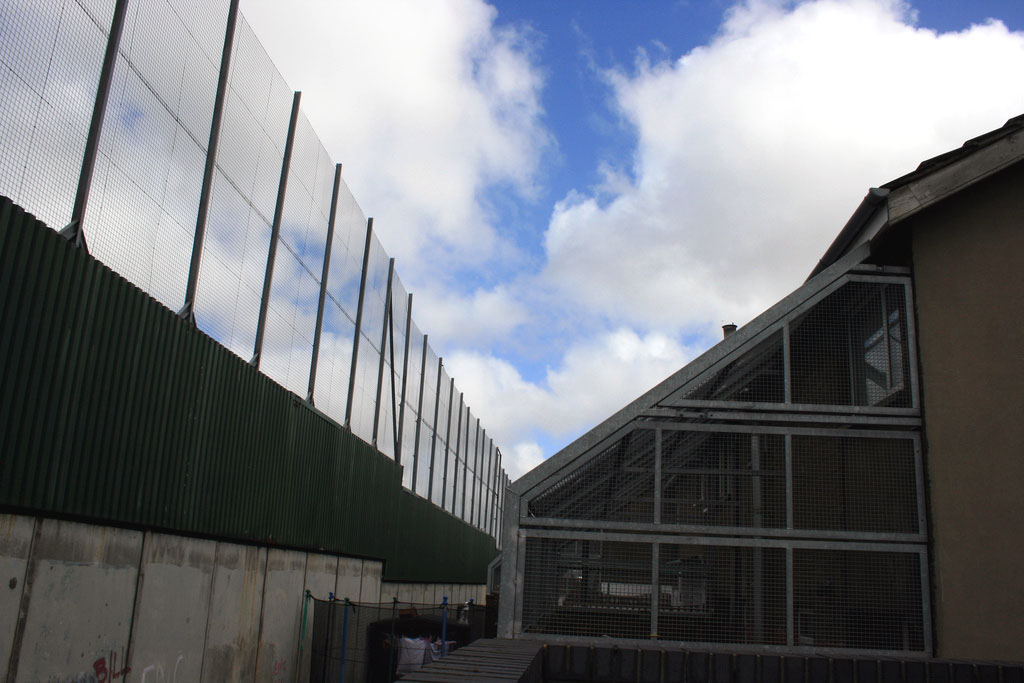
ボンベイ・ストリートとクーパー・ウェイの平和の壁。カトリックが多数を占める側からの写真

平和の壁（へいわのかべ、英語: peace lines, peace walls）は、イギリス領北アイルランドに存在する分離壁の総称。ベルファストを中心に、デリー、ポータダウン、ラーガンといった都市の中間地帯で、アイルランド共和国派・ナショナリストのカトリック地域と、ロイヤリスト・ユニオニストのプロテスタント地域を隔てている。建設された目的は、カトリック（ほとんどはアイルランド人を自任するアイルランド・ナショナリスト）コミュニティと、プロテスタント（ほとんどはイギリス人を自任するユニオニスト）コミュニティの間の暴力的な衝突を最小限に抑えることにあった。
平和の壁の長さは、場所によって数百ヤードから3マイル (5 km) 以上のものまでさまざまである。材質は鉄やレンガで、高さは高いところで25フィート (8 m) に達する。一部の壁には門が設けられており、そこに北アイルランド警察が配置されていることもある。この門は日中は通行可能だが、夜になると閉じられる。

## 歴史

### 成立
1920年代にはベルファストのBallymacarett地区、1930年代にはセイラータウン地区に、仮の分離壁が建設されていた。北アイルランド問題が激化してからは、1969年の暴動を契機として、この年に最初の平和の壁が建設された。最初の壁は、ベルファストのカトリック地域とプロテスタント地域を分断するためのものだった。当時壁の建設の監督をした陸軍少佐は、「これは一時的なものであって……我々は西ヨーロッパに次なるベルリンのような状況を見たくはない……クリスマスまでには無くなるだろう」と述べている。しかし仮の分離壁とされていた平和の壁は、騒擾の抑制に効果があることが認められ、より長く、広く、各地に、そして恒久的に設置されるようになった。1990年代前半には18か所だった平和の壁は、年と共に数を増やしていき、2017年後半には少なくとも59か所に存在している。この時点で総延長は21マイル (34 km) に達しており、そのほとんどはベルファスト内にある。1998年にベルファスト合意が結ばれて以降、平和の壁は急激に拡大・増加した。ベルファストにある平和の壁関連施設（門や道路封鎖を含む）の4分の3にあたる97地点は、都市の北部や西部に位置している。この地域はベルファストの中でも比較的貧しい領域である。ベルファストでの暴力による死亡者のうち67パーセントは、こうした「境界施設」から550ヤード (500メートル) 以内の範囲で死亡している。

### 現状
近年では、平和の壁は観光地にもなってきている。ベルファストの平和の壁や事件現場、著名な壁画をブラックタクシーでめぐるツアーが開催されている。
平和の壁の中で特に有名なのは、ベルファスト西部にあるフォールズ・ロード（ナショナリスト側）とシャンキル・ロード（ユニオニスト側）を隔てる壁、ベルファスト東部にあるショート・ストランド地域（ナショナリスト側）とクルアン・プレース（ユニオニスト側）を隔てる壁、ポータダウンにあるコルクレイン・ロード（ユニオニスト側）とオルビンズ・ドライブ（ナショナリスト側）を隔てる壁、デリーのファウンテン・エステート（ユニオニスト側）とビショップ・ストリート（ナショナリスト側）を隔てる壁などである。
2008年、分離壁を将来的に取り除く時期と方法を模索する公開討論が行われた。2011年9月1日にはベルファスト市議会が平和の壁の解体に向けた戦略を練る案を可決した。しかし2012年に発表された研究によると、住民の69パーセントは潜在的な暴力を防ぐためにもやはり必要であると考えている。

### 解体に向けた試み
2012年1月、アイルランド国際基金は、平和の壁の解体に取り組もうとする地元共同体を支援するべく、平和の壁基金プログラムを立ち上げた。2013年5月、北アイルランド執行部は2023年までに両側の合意により平和の壁を全撤去すると約束した。
2017年、Belfast Interface ProjectはInterface Barriers, Peacelines & Defensive Architectureを発表し、ベルファストに97の分離壁、関門、分離帯が存在しているとした。この平和の壁の建設の歴史は、Peacewall Archiveでも確認できる。
2017年9月、北アイルランド司法省はインターフェースプログラムを発表し、2023年までに分離壁を無くすという北アイルランド執行部の計画を実行に移し、両陣営の共同体が共同で戦略を立てるとした。
2019年9月、ベルファスト各地で平和の壁建設50周年の記念イベントが開かれた。その中には、平和の壁の過去と未来の可能性を議論する国際会議もあった。